# Tổ chức từ thiện
Tổ chức từ thiện là một loại tổ chức phi lợi nhuận ("N.P.O") thực hiện các hoạt động từ thiện. Thuật ngữ này là tương đối chung chung và kỹ thuật có thể tham khảo một tổ chức từ thiện công cộng (còn gọi là "quỹ từ thiện", "quỹ công cộng" hoặc đơn giản là "quỹ") hoặc một quỹ tư nhân. Nó khác với các loại NPO trong đó tập trung của nó là tập trung vào mục tiêu có tính chất từ thiện nói chung (ví dụ như từ thiện, giáo dục, tôn giáo, hoặc các hoạt động khác,nhằm phục vụ ("chính sách") và kêu gọi cộng đồng hoặc tuyên truyền đến mọi người (hãy mường tượng đến những tác giả để lại những lịch sử đóng góp trên trang wiki nhằm ("quyên góp") để Wiki mang đến những giá trị được chia sẻ đến ("cộng đồng")).
(*Các định nghĩa pháp lý") của tổ chức từ thiện thay đổi tùy theo đất nước và trong một số trường hợp theo các khu vực của các ("Quốc gia") mà tổ chức từ thiện hoạt động. Các quy định, xử lý thuế, và cách thức pháp luật ảnh hưởng đến tổ chức từ thiện cũng thay đổi.
("Tổ chức") từ thiện không thuộc sự quản lý của ("chính phủ") ("là một trong những tổ chức phi chính phủ) hoạt động nhờ kinh phí từ các tổ chức ("kinh tế") và cá nhân đóng góp. Hoạt động của các ("tổ chức từ thiện") bao gồm các ("phong trào vận động gây quỹ"), chuyển trợ giúp bằng quà hay tiền đến những đối tượng thuộc diện khó khăn và cần trợ giúp của xã hội. Tổ chức từ thiện thường được tổ chức với sự giúp đỡ của [[Giáo hội Phật giáo,Chùa, nhà thờ Thiên chúa giáo, Phong trào Chữ thập đỏ và Trăng lưỡi liềm đỏ quốc tế|Hội Chữ thập đỏ và có hoạt động gắn liền với các cơ sở ("dạy nghề") hay ("chữa bệnh") như bệnh viện, các ("trại dưỡng lão"), trại ("trẻ mồ côi").

## Tại Úc
Định nghĩa của tổ chức từ thiện ở Úc có nguồn gốc thông qua luật của Anh, ban đầu từ từ thiện Sử dụng Đạo luật 1601, và sau đó thông qua nhiều thế kỷ của pháp luật dựa trên nó. Năm 2002, Chính phủ liên bang thiết lập một cuộc điều tra vào định nghĩa của tổ chức từ thiện. Đó là yêu cầu đề nghị rằng chính phủ nên ban hành luật một định nghĩa của tổ chức từ thiện, dựa trên các nguyên tắc phát triển thông qua các trường hợp pháp luật. Điều này dẫn đến Tổ chức từ thiện Bill 2003. Bill kết hợp một số quy định, chẳng hạn như hạn chế về tổ chức từ thiện được tham gia vận động chính trị, mà nhiều tổ chức từ thiện đã thấy như là một đi không mong muốn từ trường hợp pháp luật. Chính phủ sau đó bổ nhiệm một Hội đồng quản trị của cuộc điều tra thuế để tham khảo ý kiến với các tổ chức từ thiện Bill. Như một kết quả của sự chỉ trích rộng rãi từ các tổ chức từ thiện, Chính phủ đã quyết định từ bỏ dự án Luật.
Kết quả là, các chính phủ sau đó giới thiệu mở rộng Mục đích từ thiện Act 2004 đã trở thành những gì. Bill đã không cố gắng để hệ thống hóa các định nghĩa của một mục đích từ thiện, nó chỉ đơn thuần là tìm cách làm rõ rằng mục đích nhất định thực sự từ thiện, từ thiện tình trạng đã bị nghi ngờ của pháp luật. Các mục đích: chăm sóc trẻ em, các nhóm tự giúp đỡ, đóng / dòng tu chiêm niệm 
Công khai quyên góp tiền, tổ chức từ thiện ở Úc được yêu cầu phải đăng ký theo thẩm quyền nhà nước mà trong đó họ có ý định gây quỹ và phải được đăng ký trong mỗi và bất kỳ bang nào mà trong đó họ có ý định công khai gây quỹ. Ví dụ, trong tổ chức từ thiện Queensland phải đăng ký với Văn phòng QLD of Fair Trading. Một ví dụ về một tổ chức từ thiện đăng ký ở Queensland, Úc Sunnykids như vậy trong khi Sunnykids công khai có thể gây quỹ cho các mục đích từ thiện, và trong khi đóng góp như vậy là thuế khấu trừ trong tất cả các bang và lãnh thổ Úc - Kinh phí mình chỉ có thể tăng lên trong QLD như này là Nhà nước duy nhất trong đó tổ chức từ thiện được đăng ký để gây quỹ. Để cho các tổ chức từ thiện để gây quỹ trong các bang và vùng lãnh thổ Úc còn lại, nó sẽ cần phải đăng ký tại các bang hoặc vùng lãnh thổ riêng. Không cần phải nói, các tổ chức từ thiện Nhiều người Úc đang kêu gọi chính phủ liên bang và bang và vùng lãnh thổ thống nhất pháp luật cho phép đăng ký trong một bang hoặc vùng lãnh thổ để cho phép các tổ chức từ thiện để gây quỹ trong tất cả tám bang và vùng lãnh thổ Úc.

## Canada
Tổ chức từ thiện ở Canada phải được đăng ký với Cục Tổ chức từ thiện  Cơ quan thuế Canada. Theo Cơ quan thuế Canada:

Một tổ chức từ thiện đăng ký là một tổ chức được thành lập và hoạt động cho các mục đích từ thiện, và phải dành nguồn lực của mình để hoạt động từ thiện. Tổ chức từ thiện phải được cư trú ở Canada, và không thể sử dụng thu nhập của mình để mang lại lợi ích cho các thành viên.
Tổ chức từ thiện cũng phải đáp ứng một thử nghiệm lợi ích công cộng. Để đủ điều kiện theo thử nghiệm này, một tổ chức phải chứng minh rằng:
- Hoạt động và mục đích cung cấp một lợi ích hữu hình cho công chúng

Những người có đủ điều kiện cho lợi ích công chúng như một toàn bộ, hoặc một phần đáng kể của nó, trong đó họ không phải là một nhóm hạn chế hoặc một trong những nơi các thành viên chia sẻ một kết nối riêng, chẳng hạn như các câu lạc bộ xã hội hoặc các hiệp hội chuyên nghiệp với các thành viên cụ thể
Các hoạt động của tổ chức từ thiện phải được pháp lý và không được trái với chính sách công
Để đăng ký là tổ chức từ thiện, tổ chức này phải được kết hợp hoặc điều chỉnh bởi một văn bản quy phạm pháp luật được gọi là một sự tin tưởng hay một hiến pháp. Tài liệu này đã giải thích mục đích của tổ chức và cấu trúc.

## Vương quốc Anh

### Anh quốc và xứ Wales

#### Định nghĩa
Một tổ chức từ thiện, tổ chức từ thiện, ở Anh và xứ Wales là một loại đặc biệt của tổ chức tự nguyện  Một tổ chức tự nguyện là một tổ chức thiết lập cho mục đích từ thiện, xã hội, từ thiện hoặc các  là cần thiết để sử dụng bất kỳ lợi nhuận, thặng dư chỉ cho mục đích của tổ chức, và không phải là một phần của bất kỳ bộ phận quản lý, chính quyền địa phương hoặc cơ quan khác theo luật định  Tất cả các tổ chức từ thiện là các tổ chức tự nguyện, nhưng không phải tất cả các tổ chức tự nguyện ở Anh và xứ Wales được tổ chức từ thiện.
Đối với một tổ chức tự nguyện là một tổ chức từ thiện, từ thiện, mục tiêu tổng thể của nó, đôi khi được gọi là "mục đích" của tổ chức, phải từ thiện. Tất cả các mục đích của tổ chức phải được từ thiện, như là một tổ chức từ thiện không thể có một số mục đích từ thiện và một số không  Luật Các Tổ chức từ thiện 2006 cung cấp danh sách mục đích từ thiện sau đây 
1. Phòng ngừa và giảm đói nghèo
2. Sự tiến bộ của giáo dục
3. Sự tiến bộ của tôn giáo
4. Sự tiến bộ của y tế hoặc tiết kiệm của cuộc sống
5. Sự tiến bộ của công dân hoặc phát triển cộng đồng
6. Sự tiến bộ của nghệ thuật, văn hóa, di sản hoặc khoa học
7. Sự tiến bộ của thể thao nghiệp dư
8. Sự tiến bộ của nhân quyền, giải quyết xung đột, hòa giải hoặc thúc đẩy hòa hợp tôn giáo hay chủng tộc hay bình đẳng và sự đa dạng
9. Sự tiến bộ của bảo vệ hoặc cải thiện môi trường
10. Cứu trợ của những người có nhu cầu, bởi lý do của thanh niên, tuổi tác bất lợi, sức khoẻ kém, khuyết tật, tài chính khó khăn, vv
11. Sự tiến bộ của phúc lợi động vật
12. Thúc đẩy hiệu quả của quân đội hoàng gia hoặc các dịch vụ cảnh sát, cứu hỏa, cứu nạn, cứu thương
13. Mục đích khác được công nhận là từ thiện và bất kỳ mục đích từ thiện mới nào tương tự như một mục đích từ thiện khác.

Một tổ chức từ thiện cũng phải cung cấp một lợi ích công cộng.
Về mặt pháp lý, tất cả các tổ chức từ thiện cũng phải thực hiện theo:
1. Tổ chức từ thiện các hành vi năm 1992 (Phần III) năm 1993, 2006: ủy thác của các tổ chức nhỏ hơn 2006 Đạo luật (Văn phòng của ngành thứ ba)
2. Trị Hành vi năm 1925, 2000: Đạo luật mới nhất liên quan đến quyền hạn của ủy thác liên quan đến đầu tư và đoàn đại biểu.
3. Từ thiện Ủy ban quy định: yêu cầu tuân thủ (tùy thuộc vào thu nhập hàng năm) về việc nộp lợi nhuận hàng năm, báo cáo và tài khoản
4. Tuyên bố của thực hành được khuyến nghị (SORP) 2005: xuất bản bởi Ủy ban từ thiện, liên quan đến công bố báo cáo hàng năm
5. Pháp luật về kinh doanh, hoạt động chính trị và gây quỹ
6. Quy định bao gồm những người disbarred từ hoạt động với tư cách là người được ủy thác theo tổ chức từ thiện Đạo luật 1993 hoặc Biên bản ghi nhớ và các bài viết của bạn [11]

Trước Đạo luật các tổ chức từ thiện năm 2006, định nghĩa của tổ chức từ thiện xuất phát từ một danh sách các mục đích từ thiện trong sử dụng từ thiện Đạo luật 1601 (còn được gọi là Điều lệ của Elizabeth), đã được giải thích và mở rộng thành một cơ thể đáng kể các trường hợp pháp luật. Trong các ủy viên "cho mục đích đặc biệt Thuế thu nhập v Pemsel" (1891), Chúa McNaughten xác định được bốn loại tổ chức từ thiện mà có thể được chiết xuất từ từ thiện Sử dụng Đạo luật và được định nghĩa được chấp nhận của tổ chức từ thiện trước Đạo luật các tổ chức từ thiện 2006.
1. Giảm đói nghèo,
2. Sự tiến bộ của giáo dục,
3. Sự tiến bộ của tôn giáo, và
4. Mục đích khác được coi là mang lại lợi ích cho cộng đồng.

#### Cấu trúc
Cho đến năm 2011, có một số loại cấu trúc pháp lý cho một tổ chức từ thiện ở Anh và xứ Wales.
1. Hiệp hội phi chính phủ (không có tính pháp nhân)
2. Ủy thác
3. Công ty hữu hạn được bảo đảm
4. Một liên đoàn, chẳng hạn như Royal Charter
5. Tổ chức liên đoàn từ thiện

[[Hiệp hội phi chính phủ là hình thức phổ biến nhất của tổ chức trong hoạt động tự nguyện ở Anh và xứ Wales. Hiệp hội phi chính phủ là một sự thống nhất giữa các cá nhân, những người đã đồng ý đến với nhau để lập thành một tổ chức cho một mục đích cụ thể. Một Hiệp hội phi chính phủ bình thường sẽ có tài liệu quản lý, hiến pháp, hoặc thiết lập các quy tắc, đề giải quyết các vấn đề như việc bổ nhiệm người quản lý văn phòng, và các quy tắc quản lý thành viên. Tổ chức không phải là một thực thể pháp lý riêng biệt. Vì vậy, nó không thể có các hoạt động pháp lý, nó không thể vay tiền, và nó không thể tham gia vào hợp đồng bằng tên của mình. Ngoài ra những người quản lý có thể được chịu trách nhiệm cá nhân nếu tổ chức từ thiện bị kiện hoặc có các khoản nợ ]]
Tin tưởng bản chất là một mối quan hệ giữa ba bên, các nhà tài trợ của một số tài sản, người được ủy thác là những người nắm giữ tài sản và những người hưởng lợi (những người đủ điều kiện được hưởng lợi từ từ thiện). Khi có niềm tin có mục đích từ thiện, và là một tổ chức từ thiện, tin tưởng được biết đến như một tổ chức từ thiện. Tài liệu quản lý là Chứng thư ủy thác hoặc Tuyên bố của Trust, đi vào hoạt động một khi nó được chữ ký của tất cả các ủy thác. Những bất lợi chính của sự tin tưởng rằng, với một hiệp hội chưa hợp nhất, nó không có một thực thể pháp lý riêng biệt và được ủy thác phải sở hữu tài sản và ký kết hợp đồng. Người được ủy thác cũng chịu trách nhiệm nếu tổ chức từ thiện bị kiện hoặc trách nhiệm phải gánh chịu.
Một công ty bị giới hạn bởi đảm bảo là một công ty trách nhiệm hữu hạn tư nhân, trách nhiệm của thành viên là giới hạn. Một công ty bảo lãnh không có vốn cổ phần, nhưng thay vì có thành viên bảo lãnh thay vì cổ đông. Trong trường hợp công ty bị lên vết thương, các thành viên đồng ý trả một số tiền danh nghĩa mà có thể được ít nhất là £ 1. Một công ty bị giới hạn bởi đảm bảo một cấu trúc hữu ích cho các tổ chức từ thiện đó là mong muốn cho người được ủy thác có sự bảo vệ của trách nhiệm hữu hạn. Ngoài ra, tổ chức từ thiện có một bản sắc pháp lý rõ ràng, và như vậy có thể tham gia vào hợp đồng, chẳng hạn như hợp đồng lao động trong tên riêng của mình 
Một số lượng nhỏ của các tổ chức từ thiện được kết hợp bởi Hiến, một tài liệu mà tạo ra một công ty với tư cách pháp nhân (hoặc, trong một số trường hợp, biến đổi một tổ chức từ thiện được thành lập như là một công ty thành một tổ chức từ thiện được thành lập bởi Hiến pháp). Điều lệ phải được sự chấp thuận của [[Hội đồng cơ mật trước khi nhận được sự đồng ý Hoàng gia. Mặc dù bản chất của tổ chức từ thiện sẽ khác nhau tùy thuộc vào các điều khoản ban hành, nói chung là một điều lệ Hoàng gia sẽ cung cấp một tổ chức từ thiện cùng một trách nhiệm hạn chế như là một công ty và khả năng ký kết hợp đồng.
Luật Các Tổ chức từ thiện 2006 giới thiệu một hình thức pháp lý mới thành lập công ty thiết kế đặc biệt cho các tổ chức từ thiện, Thành lập Tổ chức từ thiện. Đây không phải là chưa có sẵn cho các tổ chức từ thiện để sử dụng 
Quỹ từ không phải là thường được sử dụng ở Anh và xứ Wales. Đôi khi một tổ chức từ thiện sẽ sử dụng Quỹ từ như là một phần của ví dụ như tên của nó [Quỹ Tim mạch Anh, nhưng điều này không có ý nghĩa pháp lý và không cung cấp bất kỳ thông tin nào về công việc của tổ chức từ thiện hoặc làm thế nào nó là hợp pháp có cấu trúc. Cấu trúc của tổ chức sẽ là một trong ba loại cấu trúc mô tả ở trên.

#### Đăng ký từ thiện
Tổ chức từ thiện có một thu nhập của hơn £ 5.000, và người mà pháp luật của nước Anh và xứ Wales được áp dụng, phải đăng ký với Ủy ban từ thiện [| Ủy ban từ thiện Anh và xứ Wales. Đối với công ty, pháp luật của nước Anh và xứ Wales thường sẽ áp dụng nếu công ty riêng của mình được đăng ký tại Anh và xứ Wales. Trong trường hợp khác nếu tài liệu quản lý không làm cho nó rõ ràng, pháp luật mà áp dụng sẽ là quốc gia mà tổ chức được kết nối.
Trường hợp thu nhập của một tổ chức không vượt quá 5.000 £ nó không phải là có thể đăng ký như là một tổ chức từ thiện với Ủy ban từ thiện [| Ủy ban từ thiện Anh và xứ Wales. Nó có thể, tuy nhiên, đăng ký như là một tổ chức từ thiện với HM Doanh thu và Hải quan cho các mục đích thuế mà thôi. Với sự gia tăng mức độ đăng ký bắt buộc, £ 5000 do Tổ chức từ thiện Act 2006, tổ chức từ thiện nhỏ hơn có thể được dựa trên HMRC công nhận chứng minh mục đích từ thiện của họ và khẳng định nguyên tắc không vì lợi nhuận của họ 
Một số tổ chức từ thiện được gọi là miễn tổ chức từ thiện là không bắt buộc phải đăng ký với Ủy ban từ thiện và không chịu bất cứ quyền hạn giám sát của Ủy ban từ thiện. Các tổ chức từ thiện bao gồm hầu hết các trường đại học và viện bảo tàng quốc gia và một số tổ chức giáo dục khác. Tổ chức từ thiện khác được trừ từ sự cần thiết phải đăng ký, nhưng vẫn phải chịu sự giám sát của Ủy ban từ thiện. Các quy định về tổ chức từ thiện ngoại trừ có tuy nhiên bị thay đổi do các tổ chức từ thiện Act 2006. Nhiều tổ chức từ thiện trừ được tổ chức từ thiện tôn giáo 

### Bắc Ireland
Tổ chức từ thiện ở Bắc Ai-len]] được đăng ký với Vương quốc Anh [HM Doanh thu và Hải quan. Ủy ban từ thiện cho Bắc Ireland " đã được thành lập và đã nhận được tên và chi tiết của hơn 7.000 tổ chức trước đây đã được cấp tình trạng từ thiện thuế mục đích. Việc tham gia của các tổ chức này vào một danh sách mới và tạm thời dưới tiêu đề "" "Các tổ chức trước đây đã được biết đến như các tổ chức từ thiện" đang tiếp tục. Danh sách này không phải là đăng ký mới, nhưng sẽ được thực hiện công khai trên trang web của CCNI.

### Scotland
20.000 tổ chức từ thiện như vậy ở Scotland được đăng ký với Văn phòng quản lý từ thiện Scotland (OSCR), cũng xuất bản Đăng ký tổ chức từ thiện trực tuyến. Scotland có số lượng tổ chức từ thiện bình quân đầu người cao nhất thế giới Bản mẫu:Chú thích cần thiết.

### Chế độ Thuế
Tổ chức từ thiện, bao gồm cả tin tưởng từ thiện, có đủ điều kiện cho một tập hợp các phù điêu và miễn thuế tại Anh. Chúng bao gồm các phù điêu và miễn trừ liên quan đến thuế thu nhập, thuế vốn tăng, thuế thừa kế, tem thuế đất nhiệm vụ và thuế giá trị gia tăng.

## Hoa Kỳ
Tại Hoa Kỳ một tổ chức từ thiện là một tổ chức được tổ chức và hoạt động cho các mục đích có lợi cho công ích, tuy nhiên có sự phân biệt giữa các loại của các tổ chức từ thiện.
Mỗi tổ chức từ thiện Mỹ và nước ngoài đủ điều kiện được miễn thuế dưới mục 501 (c) (3) của Internal Revenue Code bị xem là một quỹ tư nhân trừ khi nó cho IRS thấy rằng nó rơi vào nhóm khác. Trong một ý nghĩa chung, bất kỳ tổ chức nào không phải là một quỹ tư nhân (tức là nó đủ điều kiện như là một cái gì đó khác) thường là một tổ chức từ thiện công cộng như mô tả trong Mục 509 (a) của Bộ Luật Thuế 
Ngoài ra, một quỹ tư nhân thường bắt nguồn quỹ chủ yếu từ một gia đình, cá nhân, công ty hoặc một số nguồn khác duy nhất và thường xuyên hơn không phải là một grantmaker và không yêu cầu tài trợ từ công chúng. Ngược lại, một Quỹ hoặc của tổ chức từ thiện cộng đồng nhận tài trợ từ các cá nhân, chính phủ, cơ sở tư nhân và mặc dù một số tổ chức từ thiện công cộng tham gia trong grantmaking hoạt động, hầu hết các dịch vụ thực hiện trực tiếp hoặc thuế khác miễn hoạt động.
Điều này dẫn đến sự phân biệt khác: Quỹ thường grantmakers (tức là họ sử dụng [[tài chính cung cấp vốn|cung cấp vốn để tài trợ cho các tổ chức khác, lần lượt thực hiện các mục tiêu của nền tảng gián tiếp) thường được gọi là "grantmaker "hoặc" quỹ không hoạt động ". Những tất nhiên có xu hướng được cơ sở tư nhân. Tuy nhiên, một số quỹ tư nhân, (và các tổ chức từ thiện công cộng nhất) sử dụng kinh phí của họ nhận được trực tiếp tham gia vào các hoạt động dịch vụ tự và đạt được mục tiêu của mình "cá nhân", như vậy để nói chuyện.
Ví dụ về một quỹ tư nhân không hoạt động sẽ là Quỹ Rockefeller và Quỹ Bill & Melinda Gates.
Ví dụ về các quỹ điều hành hoặc các tổ chức từ thiện công cộng bao gồm Quỹ AIDS nhi khoa Elizabeth Glaser, Hiệp hội Ung thư Hoa Kỳ., Quỹ động vật hoang dã Thế giới.
Các yêu cầu và thủ tục hình thành các tổ chức từ thiện khác nhau giữa các tiểu bang, cũng như các yêu cầu đăng ký và nộp hồ sơ cho các tổ chức từ thiện thực hiện các hoạt động từ thiện hoặc thu hút đóng góp từ thiện  Vì vậy, hiệu quả trong thực tế, định nghĩa chi tiết của tổ chức từ thiện được xác định bởi các yêu cầu của pháp luật nhà nước của nhà nước, trong đó các tổ chức từ thiện hoạt động, và yêu cầu giảm thuế liên bang IRS.

### Cứu trợ thuế liên bang
Pháp luật về thuế liên bang cung cấp các lợi ích về thuế cho các tổ chức phi lợi nhuận được công nhận như miễn thuế thu nhập liên bang theo mục 501 (c) (3) của Bộ Luật Thuế Vụ (IRC). Những lợi ích của 501 (c) (3) tình trạng bao gồm miễn thuế thu nhập liên bang cũng như đủ điều kiện để nhận được đóng góp từ thiện được khấu trừ thuế. Để hội đủ điều kiện cho 501 (c) (3) tình trạng hầu hết các tổ chức phải áp dụng đối với Sở Thuế Vụ (IRS) cho tình trạng đó
Có một số yêu cầu phải được đáp ứng cho một tổ chức từ thiện để có được 501 (c) (3) tình trạng. Bao gồm các tổ chức được tổ chức như là một công ty, tin tưởng, hoặc chưa hợp hiệp hội, và tài liệu tổ chức của tổ chức (như các mặt thành lập công ty, tin tưởng các tài liệu, hoặc các bài viết của hiệp hội) phải giới hạn mục đích của nó là từ thiện và vĩnh viễn dành tài sản của mình cho mục đích từ thiện. Các tổ chức phải kiềm chế không thực hiện một số hoạt động khác như tham gia trong các chiến dịch chính trị của các ứng cử viên cho văn phòng địa phương, tiểu bang hoặc liên bang, và phải đảm bảo rằng thu nhập của nó không được hưởng lợi bất kỳ cá nhân thuế Hầu hết các tổ chức được miễn yêu cầu phải nộp báo cáo tài chính hàng năm (IRS Form 990) ở cấp tiểu bang và liên bang. Một tổ chức miễn thuế 990 và một số hình thức khác được yêu cầu phải được thực hiện để giám sát công cộng.
Các loại tổ chức từ thiện được coi là của IRS để được tổ chức vì lợi ích công cộng bao gồm những người được tổ chức cho:
1. Cứu trợ của người nghèo khổ hoặc kém may mắn,
2. Tiến bộ của tôn giáo,
3. Tiến bộ của giáo dục, khoa học,
4. Lắp đặt hoặc bảo trì công trình công cộng, di tích, công trình,
5. Giảm bớt những gánh nặng của chính phủ,
6. Giảm bớt căng thẳng khu phố,
7. Loại bỏ thành kiến và phân biệt đối xử,
8. Bảo vệ quyền con người và các quyền dân sự được pháp luật bảo đảm,
9. Chống suy giảm cộng đồng và vị thành niên phạm pháp.

Một số tổ chức khác, bao gồm cả những người tổ chức cho mục đích tôn giáo, khoa học, văn học và giáo dục, cũng như những người để thử nghiệm cho an toàn công cộng và bồi dưỡng quốc gia hoặc cạnh tranh quốc tế thể thao nghiệp dư, và để phòng ngừa tàn bạo cho trẻ em hoặc động vật có thể cũng hội đủ điều kiện cho tình trạng miễn thuế.
IRS, trừ trường hợp hiếm hoi, đề cập đến tất cả các tổ chức hội đủ điều kiện được miễn nộp theo 501 (c) (3) và các tổ chức từ thiện 

## Danh sách của các tổ chức có liên quan
- Xin lưu ý phần các liên kết bên ngoài không niêm yết tổ chức từ thiện cá nhân. Nó được dành riêng cho các cơ quan quốc gia quan trọng hơn. Bất kỳ liên kết khác sẽ được nhanh chóng loại bỏ! Tổ chức từ thiện đáng chú ý có thể được đưa vào danh mục: Tổ chức từ thiện. ->

### Cơ quan quản lý từ thiện
- Sở Thuế Vụ Úc
- Cục Doanh thu Canada
- Cục Doanh thu nội địa (Hong Kong)
- Public Trustee (Ontario)
- Từ thiện Ủy ban cho đội tuyển Anh và xứ Wales
- Văn phòng quản lý từ thiện Scotland
- Ủy ban từ thiện Bắc Ai-len
- Hoa Kỳ Internal Revenue Service
- SHATAC-Pakistan